# Nicola di Lussemburgo
Nicola di Lussemburgo (Praga, 1322 – Belluno, 30 luglio 1358) è stato un patriarca cattolico tedesco, Patriarca di Aquileia dal 1350 al 1358.

## Biografia
Figlio illegittimo di madre sconosciuta e di Giovanni re di Boemia, e dunque fratellastro di Carlo IV imperatore del Sacro Romano Impero; nonostante le origini la famiglia si prese cura di lui, avviandolo alla carriera ecclesiastica: il 20 luglio 1342, Nicola venne nominato canonicato e beneficiario ecclesiastico di Vyšehrad, il 2 agosto dello stesso anno, dietro pressioni della famiglia, papa Clemente VI nominò Nicola prevosto della diocesi di Praga, nel 1348 Nicola è documentato come decano della chiesa di Olomouc e cancelliere del re; il 7 gennaio 1349, sconfitto il pretendente Johann von Miltitz, divenne poi vescovo di Naumburg e, il 31 ottobre 1350, fu infine scelto dal capitolo di Aquileia come nuovo patriarca.

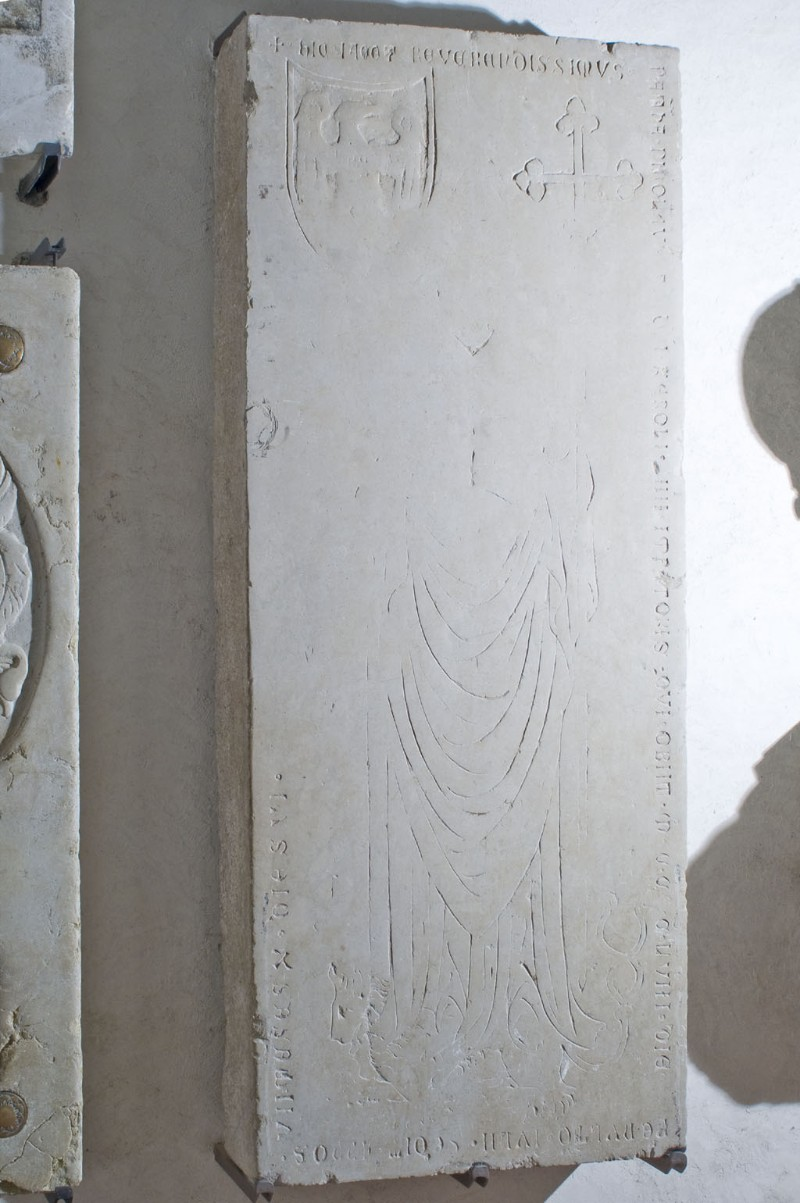
Lapide del patriarca, ora conservata nel Museo del duomo di Udine

Come patriarca, si interessò sempre alla propria famiglia: nel 1354 accolse la visita del fratellastro che accompagnò in un viaggio attraverso l'Italia mentre questi si recava a Roma, come ringraziamento gli furono conferiti il titolo di vicario di Trieste (1354), di Toscana (maggio 1355) e di vicario generale di Feltre e Belluno. Carlo IV gli concesse inoltre nel 1353 di creare un'università a Cividale che sarebbe dunque diventata la prima università del Friuli. Insieme al fratellastro ha poi progettato la costruzione di una nuova città commerciale denominata "Carola".
Il patriarca dovette far fronte come i suoi predecessori alle mire dei conti di Gorizia che nel 1350 con Enrico III distrussero il castello di Cassacco in mano alla famiglia dei Colloredo. Nicola dovette affrontare anche Alberto II lo Sciancato d’Asburgo duca d'Austria che occupò la Carnia, Venzone, Udine, Gemona ed assediò Cividale, dove per la prima volta in regione furono impiegate delle bombarde (1351). Tuttavia il conflitto si concluse positivamente per il patriarcato che riottenne i territori occupati concedendo in cambio agli Asburgo, Venzone ed il castello superiore di Vipacco (1351).
Nicola dovette affrontare un'altra guerra: anche durante il suo patriarcato continuò la guerra contro la Serenissima per il controllo dell'Istria: contro Venezia si formò un'ampia lega tra il patriarca, i conti di Gorizia, Francesco “Il Vecchio” da Carrara signorie di Padova, Carlo IV di Lussemburgo re di Germania, Luigi I d'Angiò Il Grande re d'Ungheria e gli Asburgo duchi d'Austria. La lega ri-occupò Grado e devastò Muggia (1356), Luigi "Il Grande" tolse poi gran parte della Dalmazia a Venezia, fallì l'assedio di Treviso (luglio-settembre 1356) ma i veneziani furono comunque definitivamente sconfitti a Nervesa (13 gennaio 1358). Come risultato della guerra le parti firmano la pace a Zara (18 febbraio 1358) che vedeva Venezia cedere la Dalmazia e la Croazia all'Ungheria.
Successore di Bertrando di San Genesio dopo il suo assassinio, Nicola punì con rara ferocia gli assassini del predecessore: attese ben due anni prima di dare forma alla sua vendetta cosicché i suoi avversari si sentissero ormai al sicuro, dapprima terrorizzò i conti di Gorizia (mandatari dell'assassinio) facendo trovare una mattina, sulla torre del loro castello, i cadaveri impiccati dei due esecutori materiali dell'omicidio, senza che nessuno si fosse accorto dell'ingresso di intrusi (appesantiti fra l'altro dal loro macabro fardello); si dedicò poi a punire tutti i signorotti locali colpevoli di aver sostenuti i conti: alcuni furono decapitati, altri squartati, altri avvelenati o uccisi durante battute di caccia, altri infine furono fatti murare vivi. Si dedicò poi a indebolire il potere dei conti (che nel frattempo erano fuggiti dal loro territorio per rifugiarsi a Lienz presso la corte del duca di Carinzia, loro protettore) fomentando rivolte sui loro territori ed assediando vari castelli, fra cui quello di Colloredo di Monte Albano.
Con un'abile mossa politica si trasferì poi a vivere per un certo periodo in quei territori, mostrandosi estremamente bonario e prodigo con gli abitanti del luogo al fine di ottenerne la simpatia.
In politica interna Nicola rafforzò la figura del patriarca e centralizzò lo stato; riottiene inoltre i castelli e le località occupate da Mainardo VII ed Enrico III conti di Gorizia, ormai in decadenza ed oberati dai debiti.
Nicola morì di morte naturale o forse di malattia il 30 luglio 1358 proprio a Belluno; i suoi resti furono sepolti nel Duomo di Udine sotto l'altare maggiore; successivamente furono rimossi e ora la lapide tombale è conservata nel Museo del Duomo.

## Ascendenza
|                                                                       |   |                              | Genitori                                 |  |  | Nonni |  |  | Bisnonni                        |  |  | Trisnonni                      |  |
|                                                                       |   |                              |                                          |  |  |       |  |  | Enrico VI, conte di Lussemburgo |  |  | Enrico V, conte di Lussemburgo |  |
|                                                                       |   |                              |                                          |  |  |       |  |  | Enrico VI, conte di Lussemburgo |  |  | Enrico V, conte di Lussemburgo |  |
|                                                                       |   | Margherita di Bar            |                                          |  |  |       |  |  | Enrico VI, conte di Lussemburgo |  |  |                                |  |
| Enrico VII, imperatore del Sacro Romano Impero e conte di Lussemburgo |   |                              |                                          |  |  |       |  |  | Enrico VI, conte di Lussemburgo |  |  |                                |  |
|                                                                       |   | Beatrice d'Avesnes           | Baldovino d'Avesnes, signore di Beaumont |  |  |       |  |  |                                 |  |  |                                |  |
|                                                                       |   | Beatrice d'Avesnes           | Baldovino d'Avesnes, signore di Beaumont |  |  |       |  |  |                                 |  |  |                                |  |
|                                                                       |   | Beatrice d'Avesnes           | Felicia di Coucy                         |  |  |       |  |  |                                 |  |  |                                |  |
| Giovanni I, re di Boemia e conte di Lussemburgo                       |   | Beatrice d'Avesnes           |                                          |  |  |       |  |  |                                 |  |  |                                |  |
|                                                                       |   | Giovanni I, duca di Brabante | Enrico III, duca di Brabante             |  |  |       |  |  |                                 |  |  |                                |  |
|                                                                       |   | Giovanni I, duca di Brabante | Enrico III, duca di Brabante             |  |  |       |  |  |                                 |  |  |                                |  |
|                                                                       |   | Giovanni I, duca di Brabante | Alice di Borgogna                        |  |  |       |  |  |                                 |  |  |                                |  |
| Margherita di Brabante                                                |   | Giovanni I, duca di Brabante |                                          |  |  |       |  |  |                                 |  |  |                                |  |
|                                                                       |   | Margherita di Fiandra        | Guido, conte di Fiandra                  |  |  |       |  |  |                                 |  |  |                                |  |
|                                                                       |   | Margherita di Fiandra        | Guido, conte di Fiandra                  |  |  |       |  |  |                                 |  |  |                                |  |
|                                                                       |   | Margherita di Fiandra        | Matilde di Béthune                       |  |  |       |  |  |                                 |  |  |                                |  |
| Nicola di Lussemburgo                                                 |   | Margherita di Fiandra        |                                          |  |  |       |  |  |                                 |  |  |                                |  |
|                                                                       | … | …                            |                                          |  |  |       |  |  |                                 |  |  |                                |  |
|                                                                       | … | …                            |                                          |  |  |       |  |  |                                 |  |  |                                |  |
|                                                                       | … | …                            |                                          |  |  |       |  |  |                                 |  |  |                                |  |
| …                                                                     | … |                              |                                          |  |  |       |  |  |                                 |  |  |                                |  |
|                                                                       |   | …                            | …                                        |  |  |       |  |  |                                 |  |  |                                |  |
|                                                                       |   | …                            | …                                        |  |  |       |  |  |                                 |  |  |                                |  |
|                                                                       |   | …                            | …                                        |  |  |       |  |  |                                 |  |  |                                |  |
| …                                                                     |   | …                            |                                          |  |  |       |  |  |                                 |  |  |                                |  |
|                                                                       |   | …                            | …                                        |  |  |       |  |  |                                 |  |  |                                |  |
|                                                                       |   | …                            | …                                        |  |  |       |  |  |                                 |  |  |                                |  |
|                                                                       |   | …                            | …                                        |  |  |       |  |  |                                 |  |  |                                |  |
| …                                                                     |   | …                            |                                          |  |  |       |  |  |                                 |  |  |                                |  |
|                                                                       |   | …                            | …                                        |  |  |       |  |  |                                 |  |  |                                |  |
|                                                                       |   | …                            | …                                        |  |  |       |  |  |                                 |  |  |                                |  |
|                                                                       |   | …                            | …                                        |  |  |       |  |  |                                 |  |  |                                |  |
|                                                                       |   | …                            |                                          |  |  |       |  |  |                                 |  |  |                                |  |